# Супер Лото

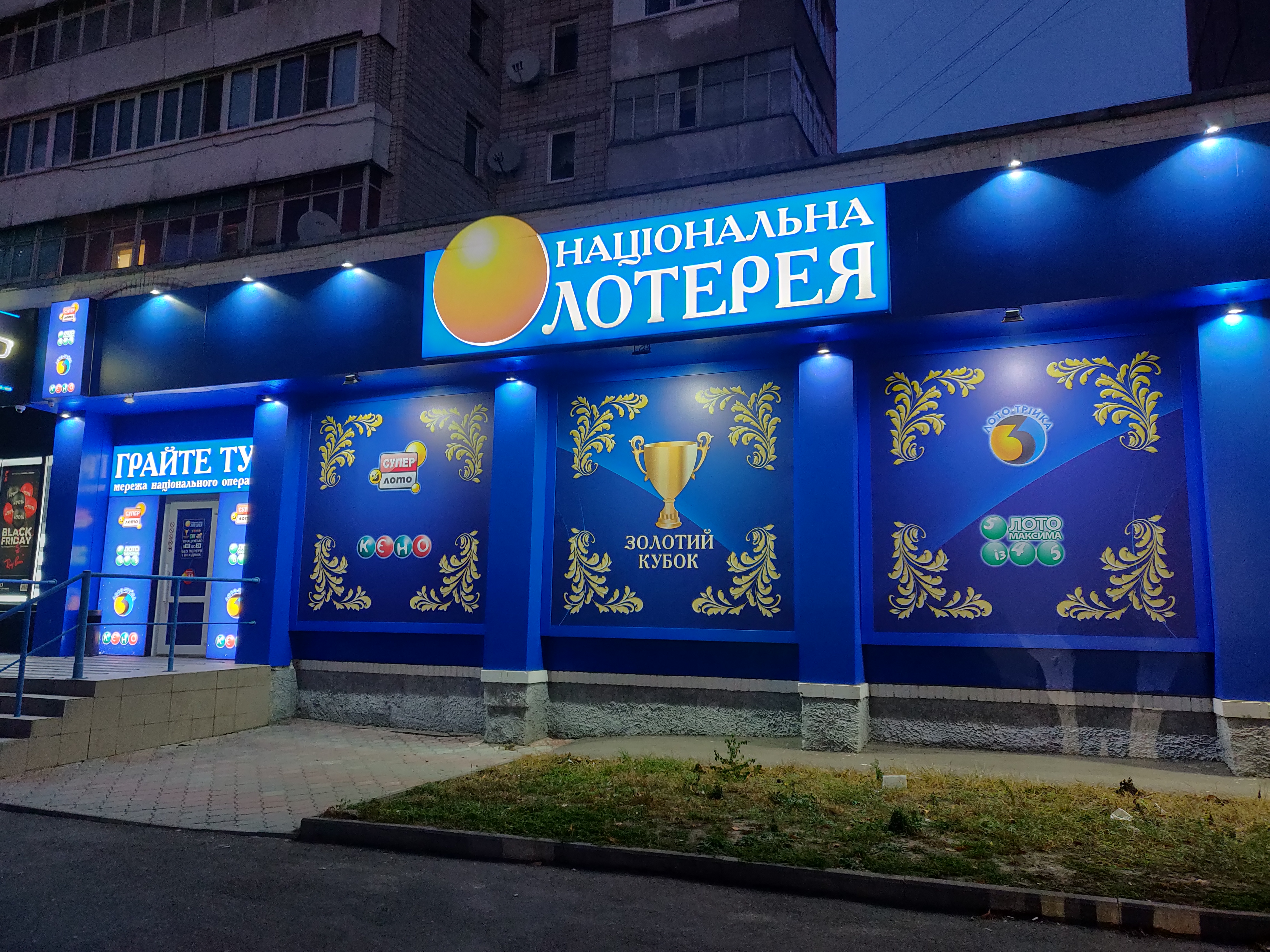
Магазин УНЛ у місті Біла Церква

«Супер Лото» — державна числова грошова лотерея України, яку проводить підприємство «Українська національна лотерея» (УНЛ).
Як і в інших лотереях УНЛ, виграшний фонд становить 50% від суми проданих білетів. Виграшними є всі комбінації, що передбачили два чи більше номерів кульок, що випали з лототрону.

## Історія лотереї
Перший розіграш відбувся 11 квітня 2001 року за формулою 6×45. Вартість ігрової комбінації становила одну гривню. Відтоді було проведено понад 1000 розіграшів, а формула та вартість ігрових варіантів змінювалася декілька разів:
- 24 грудня 2003 (283 розіграш) — формулу лотереї було змінено на 6×49.
- 1 грудня 2006 (486 розіграш) — формулу змінено на 6×54.
- 6 червня 2006 (539 розіграш) — формулу змінено на 6×54(+1), вартість ігрового варіанту — 1, 2 чи 3 гривні.
- 26 листопада 2008 (797 розіграш) — формулу змінено на 6×52, вартість ігрового варіанту — 2 гривні.
- 4 лютого 2009 (817 розіграш) — вартість варіанту підвищено до 3 гривень.
- 23 січня 2010 (918 розіграш) — додано виграш 2×6, вартість варіанту — 5 гривень.

Регулярний перегляд формули «Супер Лото» пов'язаний з пошуком оптимального балансу між розміром джекпотів, інтересом гравців і частотою виграшу джекпотів гравцями. Збільшення кількості ставок призводить до надто частого зривання джекпотів (до того, як вони встигають значно зрости), що зменшує інтерес гравців.

## Найбільші джекпоти
Один з найбільших виграшів було отримано 14 квітня 2007 року - 15,2 млн грн (понад 3 млн $ за курсом того часу). Його виграв пенсіонер із Тернополя.
У листопаді 2008 року обсяг джекпоту лотереї досягнув історичного максимуму — 26,6 млн грн (4,1 млн $). Керівництво УНЛ прийняло безпрецедентне рішення відмовившись чекати, коли джекпот буде зірвано, і використало його несподіваним чином. 10 млн грн було розіграно у «Супер розіграші» (який було проведено вперше) 22 листопада, його було поділено між 13 гравцями, які вгадали 5 виграшних номерів. Ще 11 млн гривень відклали у резервний фонд (за іншою інформацію — переказали страховій компанії), а 5 млн грн було використано для формування нового джекпоту. Гендиректор УНЛ пояснив, що таке рішення було спричинене фінансовою кризою та спадом азарту гравців.
6 березня 2021 року було виграно 33 млн грн (1,19 млн $), найбільший офіційний джекпот за всю історію азартних ігор України.